# Origin of Dazzle
Origin of Dazzle è l'album di debutto dei Dazzle Vision.

## Il disco
Pubblicato il 3 novembre 2005, Origin of Dazzle contiene sette tracce, ed è l'unica pubblicazione che veda Teru alla chitarra. Lo stile musicale è una sorta di ibrido tra sonorità Indie rock e Emo/Screamo. Le tracce the answer e the answer you could have, che aprono e chiudono l'album, si discostano molto dalle altre tracce, raggiungendo melodie che sposano Indie e Ambient. L'album venne ristampato il 28 marzo 2008, con una copertina differente.

## Lista tracce
1. the answer (Maiko) – 1:42
2. Zange (懺悔?) (DAZZLE VISION) – 5:52
3. Sora Hasama (空迫?) (Maiko, Teru) – 3:36
4. San to (三途?) (DAZZLE VISION) – 5:26
5. Maboroshi Kiyoshi (幻浄?) (Maiko) – 3:49
6. Shiki Betsu (四季別?) (DAZZLE VISION) – 5:26
7. the answer you could have (Maiko) – 9:22

## Formazione
- Maiko – voce
- Teru – chitarra
- Takuro – basso
- Haru – batteria